# Musée régional d'art de Tchernihiv
Le musée régional d'art de Tchernihiv (en ukrainien : Чернігівський обласний художній музей імені Григорія Ґалаґана) de Tchernihiv se situe au 6 de la rue Gorky.

## Historique
Situé dans le parc Dytynets, ancienne cité princière, il est du XIXe siècle et abrite une collection de 9 000 pièces collectée en partie par la famille Galagan.
Le musée possède de nombreuses icônes ukrainiennes et une collection de portraits ukrainiens, qui illustre le développement de ce genre sur deux siècles - de la fin du XVIIe siècle au début du XXe siècle.
Il comporte également une petite collection d'œuvres italiennes, néerlandaises, flamandes et allemandes, dont Le Concert de Hendrick ter Brugghen et un tableau de Philipp Hieronymus Brinckmann (en).
L'art français des XVIIIe et XIXe siècles est représenté par des tableaux de peintres tels que Hubert Robert (Ruines d'un vieux château), François Marius Granet (Chœur des Capucins de la place Barberini à Rome), Ernest Meissonier (Amoureux des tableaux), Jean-Baptiste Greuze (Portrait d'une jeune fille en coiffe blanche) aussi bien que par des sculptures comme celles de Félix Lecomte (Marie-Antoinette), Gustave Doré (Vierge à l'Enfant), François Pompon (Cosette) et de la sculpture animalière de Pierre-Jules Mêne.
Les artistes ukrainiens et russes sont représentés par Apollon Mokritsky (Portrait d'Eugène Grebenka), Alexey Voloskov (Pont gothique dans le parc Sokirin), Nikolaï Gay (Portrait d'une jeune fille au foulard rouge), Lev Lagorio (Ruines du palais de Razumovskiy à Batouryn), Mikhaïl Klodt (Dans le champ. Labour d'automne en Ukraine), Mark Antokolski (Méphistophélès), Fyodor Buchholz (en) (Mordre à belles dents), Sergueï Svetoslavski (Filet de pêcheur) et Nikolaï Samokich, La traversée du Syvach par l'Armée rouge.
La section des jouets comprend environ 350 objets fabriqués en argile, en bois et en paille venant non seulement d'Ukraine, mais aussi de Russie et de Biélorussie.
Le musée d'art de Tchernigov est situé à l'adresse suivante : 6 rue Gorky, 250006, Tchernigov. Tél : 8-04622 72715.

## Quelques images

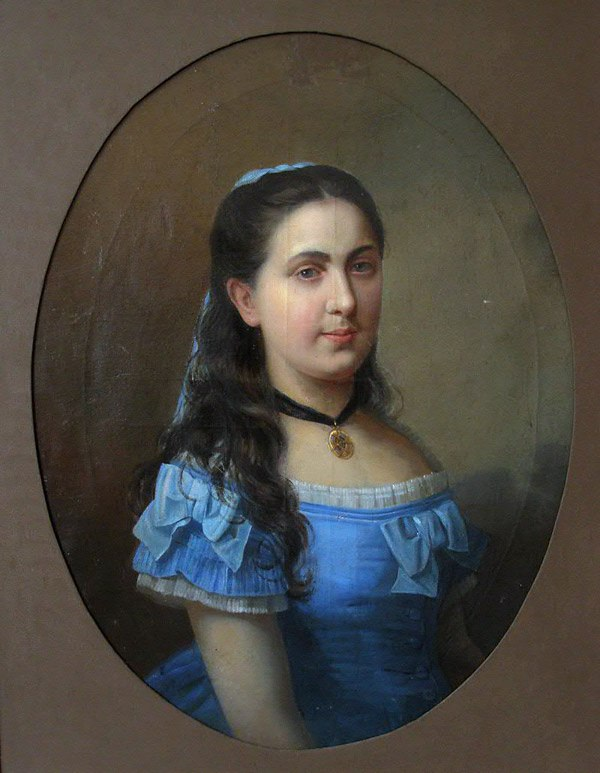
Ekaterina Pavlovna Lambsdorff-Galagan (1846-1916).
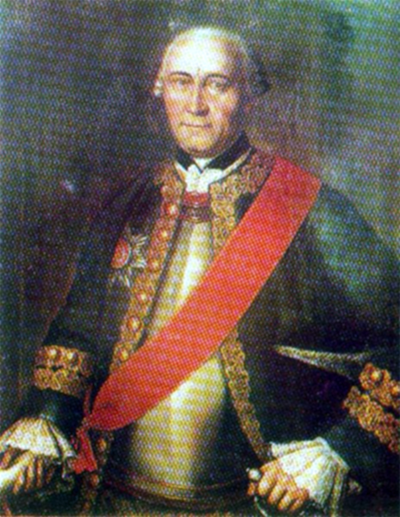
1743, Vasiliy Goudovich.
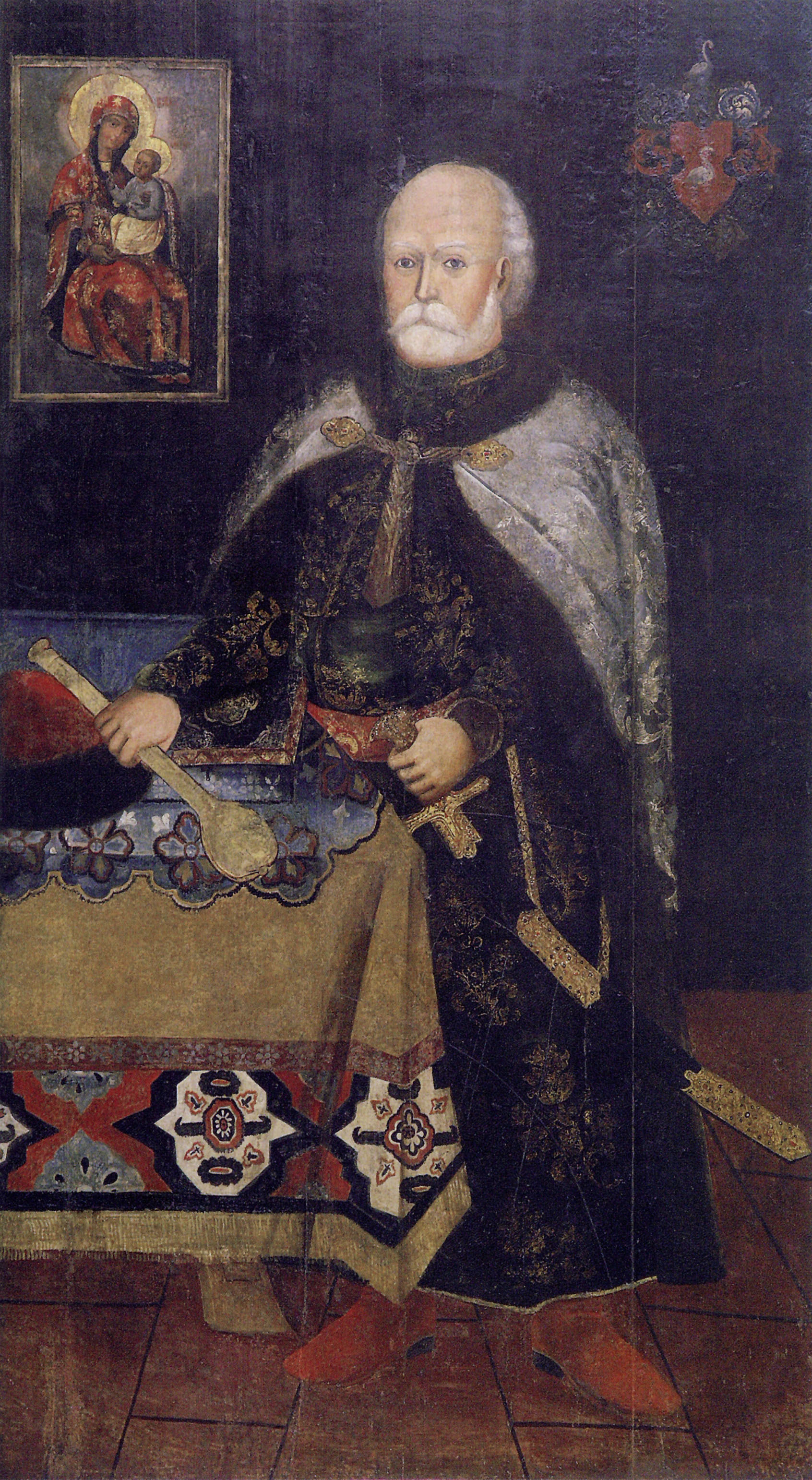
XVIIe siècle Vassil Dunin-Borkovsky.
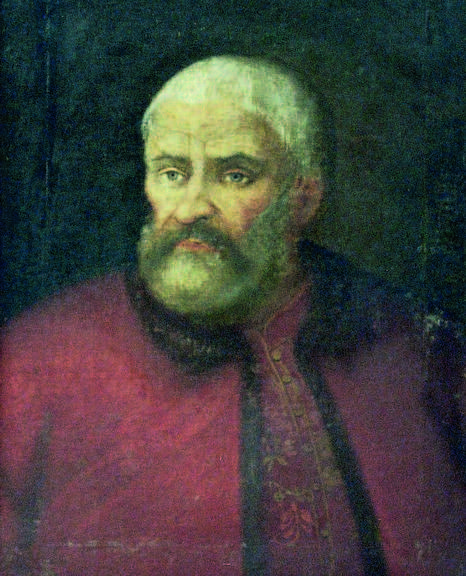
Ignace Galagan, XVIIIe siècle.
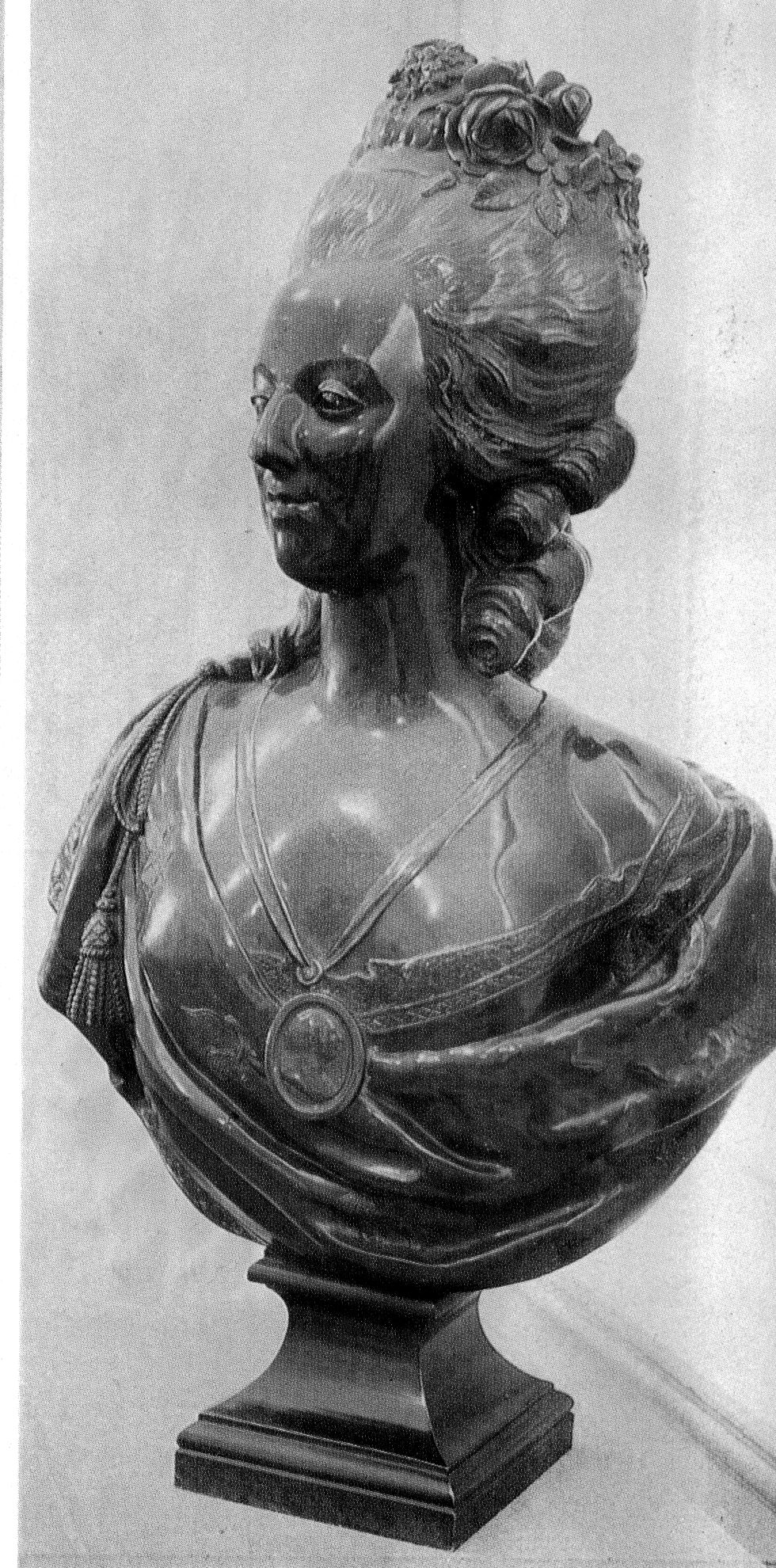
Marie-Antoinette par Félix Lecomte.
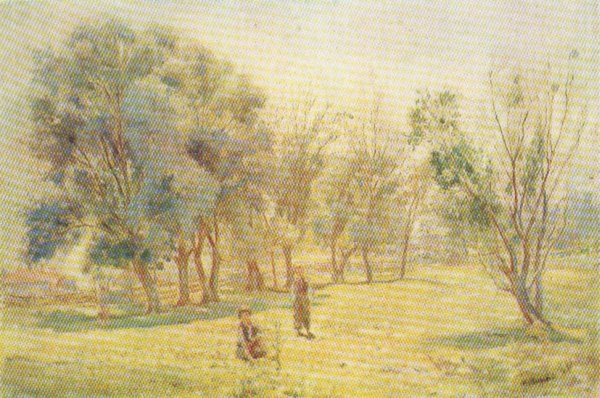
Paysage par Philippe Tchirko.